# ʔEsdilagh
ʔEsdilagh (Alexandria), jedna od pet prvih nacija Chilcotin (Tsilhqot'in) Indijanaca (ostale 4 su Tlet'inqox, Yuneŝit'in, Tsi Del Del i Xeni Gwet'in) a pripadaju u Tsilhqot'in National Government.
Danas žive na više rezervi (reserves) u Britanskoj Kolumbiji, Kanada, to su: Alexandria 1, Alexandria 1a, Alexandria 3, Alexandria 3a, Alexandria 10, Alexandria 11, Alexandria 12, Big Joe's Meadow 7, Freddie's Meadow 8, Hay Ranch 2, Lorin Meadow 9, Mckay Meadow 4, Necausley Creek 6, Webster Creek 5